# 吉澤賢
吉澤 賢（よしざわ けん、1978年7月7日 - ）は、競輪選手（日本競輪選手会千葉支部所属）。元陸上競技選手（主に400mハードル）。

## 経歴
千葉県酒々井町出身。市立船橋高校を経て順天堂大学に進み、卒業後、デサントに入社。高校時代から、400メートルハードルにおいて長年に亘り為末大のライバルとして君臨。しかし為末の壁は厚く、日本陸上競技選手権大会では優勝することができなかった。
日本の400mハードル歴代記録では2014年12月9日現在10位の実力者であり、2001年、2003年の世界陸上選手権に出場した他、2004年のアテネオリンピックにも出場を果たしている。
2005年に400mハードラーとしての限界を感じ同じ陸上競技からの転身組である森下太志に師事して競輪転向を表明。陸上のオリンピック代表選手が競輪選手に転向する初めてのケースとなり大いなる活躍が期待された。
日本競輪学校第93期生入学試験で適性試験の特別選抜枠制度で合格したが競輪学校入校直前の街道練習（ロードワーク）中、交通事故に遭って首を骨折する大怪我に見舞われたことから、94期への編入をすることとなり卒業(在校54位1着4回)。
2008年7月21日、立川競輪場でデビュー（4着）。同年7月31日、宇都宮競輪場で初勝利を挙げたがその後は伸び悩み、当初掲げた上位での活躍は実現していない。

## 陸上競技における主要大会成績
- 『日本陸上競技連盟七十年史』 財団法人日本陸上競技連盟（1995年）参考
- 種目の表記がないものは400mハードルを意味する

1996年　
世界ジュニア選手権 予選敗退
1997年　
日本選手権 6位
1998年　
アジア選手権 7位
日本選手権 4位
1999年
ユニバーシアード 準決勝敗退
日本選手権 3位
2000年　
日本選手権 3位
2001年　
日本選手権 2位
世界選手権 予選敗退
ユニバーシアード 7位
ユニバーシアード 4×400mR 3位
2002年　
日本選手権 2位
アジア大会 6位
アジア大会 4×400mR 4位
2003年　
日本選手権 4位
世界選手権 予選敗退
2004年　
日本選手権 2位
アテネオリンピック 予選敗退（29位）